# Aline Friess
Aline Friess (5 de julho de 2003) é uma ginasta francesa. Ela fez parte da equipe francesa no Campeonato Mundial de Ginástica Artística de 2019 e nos Jogos Olímpicos de Tokyo.

## Carreira
Aline Friess começou a competir no ano de 2009. Seus treinadores são Eric e Monique Hagard.

### 2018
Friess começou a temporada competindo no Campeonato Francês. Ela competiu em apenas três eventos, Vault, Uneven Bars e Floor. Em julho, ela fez parte da equipe francesa que competiu no Pieve di Soligo Friendly, na Itália. Ela terminou em 16º geral individualmente, enquanto a equipe francesa ficou em 2º. Aline Friess foi escolhida como alternativa para o Campeonato Europeu de Ginástica Artística Feminina 2018. Depois que a companheira de equipe Julia Forestier teve que se retirar devido a uma lesão, Friess foi colocada na equipe. Participou das classificatórias e da final por equipe em barras desniveladas com pontuação de 12,900 e trave com escore de 10,933, ajudando a equipe a chegar à 5ª colocação. Em novembro, ela competiu no Elite Gym Massilia, onde terminou em 12º no all-around e se classificou para as finais de salto e trave de equilíbrio. Ela terminou em 4º no salto e ganhou a medalha de bronze na trave.

### 2019
Aline Friess foi selecionada para participar dos Jogos Europeus de 2019 ao lado de Lorette Charpy e Carolann Heduit. Ela se classificou para a final geral em 11º lugar, com uma pontuação de 14.800 no salto, 12.166 nas barras irregulares, 12.200 na trave e 12.366 no exercício de solo. Seus 14.800 no salto nas qualificações foi a maior pontuação de salto e maior pontuação individual em qualquer evento de todos os 34 competidores. Ela terminou em 4º na final geral, a menos de um décimo de chegar ao pódio com uma pontuação de 52.699. Ela também teve a maior pontuação de salto e a maior pontuação individual em qualquer evento na final geral de todos os 18 competidores, com uma pontuação de 14.800.
Friess foi nomeada para a equipe francesa do Campeonato Mundial de Ginástica Artística 2019 ao lado de Marine Boyer, Lorette Charpy, Melanie de Jesus dos Santos e Claire Pontlevoy. Em 4 de outubro de 2019, ela competiu nas qualificações da equipe em todos os quatro eventos, ganhando 15.000 no salto, 13.566 em barras irregulares, 12.700 na trave de equilíbrio e 12.733 no exercício de solo, totalizando 53.799 ao redor. Em 8 de outubro de 2019, Aline Friess competiu na Final por Equipe, ajudando a França a terminar em 5º lugar com sua pontuação de 14.900 no Vault e 13.300 no Floor. O 14.900 de Aline foi a 3ª maior pontuação de todos os competidores de salto, com as ginastas americanas, Simone Biles e Jade Carey sendo as únicas competidoras com pontuação mais alta do que ela. Em 11 de outubro, Friess competiu na final geral do Campeonato Mundial. Ela marcou 14,966 no salto, 13,600 nas barras, 13,066 na trave e 13,166 no chão para um total geral de 54,798. Isso lhe rendeu 11º geral e se tornou sua pontuação geral mais alta de sua carreira de sênior e júnior. Seu 14.966 no Vault foi a segunda maior pontuação do evento, sendo superada apenas pela ginasta americana Simone Biles.

### 2020
No final de janeiro, foi anunciado que Friess iria competir na Copa do Mundo de Stuttgart, que aconteceria em março, porém o torneio posteriormente foi cancelado devido à pandemia do coronavírus na Alemanha.

### 2021
Em 14 de junho, Friess foi selecionada para representar a França nos Jogos Olímpicos de 2020 ao lado de Mélanie de Jesus dos Santos, Marine Boyer e Carolann Héduit. Nas Olimpíadas, Friess ajudou a França a se classificar para a final por equipes, onde terminou em sexto.

### 2022
Em 2022, Aline Friess conquistou a medalha de bronze no salto no Campeonato Europeu de Ginástica Artística em Munique. No mesmo ano, foi destaque na Copa do Mundo de Ginástica Artística em Varna, na Bulgária, conquistando três medalhas de ouro (salto, barras assimétricas e solo) e uma de bronze na trave.

## História competitiva

### Júnior
| Ano  | Evento                                    | Equipe | AA | VT | UB | BB | FX |
| ---- | ----------------------------------------- | ------ | -- | -- | -- | -- | -- |
| 2016 | French Review                             |        | 2  | 3  |    | 3  | 3  |
| 2016 | Elite Gym Massilia                        |        | 24 |    |    |    |    |
| 2017 | Copa Sainté Gym                           | 1      | 2  |    | 3  | 1  | 4  |
| 2017 | GymSport internacional                    |        | 1  |    |    | 3  | 3  |
| 2017 | Campeonato da França                      |        | 2  |    | 8  |    | 7  |
| 2017 | Desafio FIT                               | 2      | 11 |    |    |    |    |
| 2017 | Festival Olímpico Europeu da Juventude    | 6      |    |    |    |    |    |
| 2018 | Campeonato da França                      |        | 18 |    |    |    |    |
| 2018 | Pieve di Soligo amigável                  | 2      | 16 | 22 | 21 | 19 | 11 |
| 2018 | Campeonatos europeus                      | 5      |    |    |    |    |    |
| 2018 | Elite Gym Massillia                       | 1      | 12 | 4  |    | 3  |    |
| 2022 | Campeonato Europeu de Ginástica Artística |        |    | 1  | 1  | 3  | 1  |

### Sênior
| Ano  | Evento                | Equipe | AA | VT | UB | BB | FX |
| ---- | --------------------- | ------ | -- | -- | -- | -- | -- |
| 2019 | Desafio de equipe DTB | 4      | 9  |    |    |    |    |
| 2019 | Campeonato Francês    |        | 4  |    |    |    | 4  |
| 2019 | Jogos Europeus        |        | 4  |    |    |    |    |
| 2019 | Worms Friendly        | 3      | 2  | 1  | 6  | 7  | 6  |
| 2019 | Campeonatos mundiais  | 5      | 11 |    |    |    |    |
| 2021 | Desafio FIT           | 1      | 2  |    | 5  | 8  |    |
| 2021 | Jogos Olímpicos       | 6      |    |    |    |    |    |